# Rejon włodzimierzecki
Rejon włodzimierzecki – jednostka administracyjna wchodząca w skład obwodu rówieńskiego Ukrainy.
Rejon został utworzony w 1939, ma powierzchnię 1940 km². Siedzibą władz rejonu jest Włodzimierzec.
Na terenie rejonu znajdują się dwa osiedlowe rady i trzydzieści silskich rad, obejmujących w sumie 65 miejscowości.

## Miejscowości rejonu
- Antonówka n. Horyniem (Антонівка)
- Babka (Бабка)
- Bałachowicze (Балаховичі)
- Berestywka, daw. (Łupisuki, Берестівка)
- Berezina (Березина)
- Biała (Біле)
- Bielska Wola (Більська Воля)
- Byszlak (Бишляк)
- Cepcewicze Wielkie (Великі Цепцевичі)
- Chinocze (Хиночі)
- Ciołkowicze Małe (Малі Телковичі)
- Ciołkowicze Wielkie (Великі Телковичі)
- Czakwa (Чаква)
- Czuczewo (Чучеве)
- Czudla (Чудля)
- Dąbrowa (Діброва)
- Dębówka (Дубівка)
- Długowola (Довговоля)
- Horodziec (Городець)
- Iwańcze (Іванчі)
- Jezierce (Озерці)
- Jezioro (Озеро)
- Kanonicze (Каноничі)
- Kidry (Кідри)
- Koszmaki (Кошмаки)
- Krasnosilia (Pieczonki Красносілля)
- Kruhle (Кругле)
- Krymno (Кримне)
- Lipno (Липне)
- Łózki (Лозки)
- Lubachy (Любахи)
- Łuka (Луко)
- Majunicze (Маюничі)
- Mostyszcze (Мостище)
- Mulczyce (Мульчиці)
- Netreba (Нетреба)
- Nowaki (Новаки)
- Nowosiółki (Ciołkowicze Małe, Новосілки)
- Ostrowce (Острівці)
- Ostrów (Острів)
- Owrycze (Уріччя)
- Podżabie (Журавлине)
- Police (Полиці)
- Połowla (Половлі)
- Radyżów (Радижеве)
- Rafałówka (Стара Рафалівка)
- Romejki (Ромейки)
- Rudka Bielsko-Wolska (Рудка)
- Sobieszczyce (Собіщиці)
- Sopaczów (Сопачів)
- Soszniki (Сошники)
- Stepańgród (Степангород)
- Suchowola (Суховоля)
- Swarynie (Сварині)
- Szczokiw (Щоків)
- Wielichów (Велихів)
- Weretenicze (Веретено)
- Włodzimierzec (Володимирець)
- Woronki (Воронки)
- Zabłoć (Заболоття)
- Zamłynie (Городок)
- Zelene (Зелене)
- Zielenica (Зелениця)
- Żołudzk Mały (Малий Жолудськ)
- Żołudzk Wielki (Великий Жолудськ)
- Żółkinie (Жовкині)

Wsie nieistniejące
- Huta Sopaczewska[2]
- Parośla I
- Połonne
- Wydymer